# Paotai, Guangdong
Paotai är en köping i sydöstra Kina. Den ligger i stadsdistriktet Rongcheng i staden Jieyang i provinsen Guangdong, omkring 330 kilometer öster om provinshuvudstaden Guangzhou. Antalet invånare är 114 400. Befolkningen består av 56 718 kvinnor och 57 682 män. Barn under 15 år utgör 18,0 %, vuxna 15-64 år 74 %, och äldre över 65 år 7,0 %.